# Ein feste Burg ist unser Gott

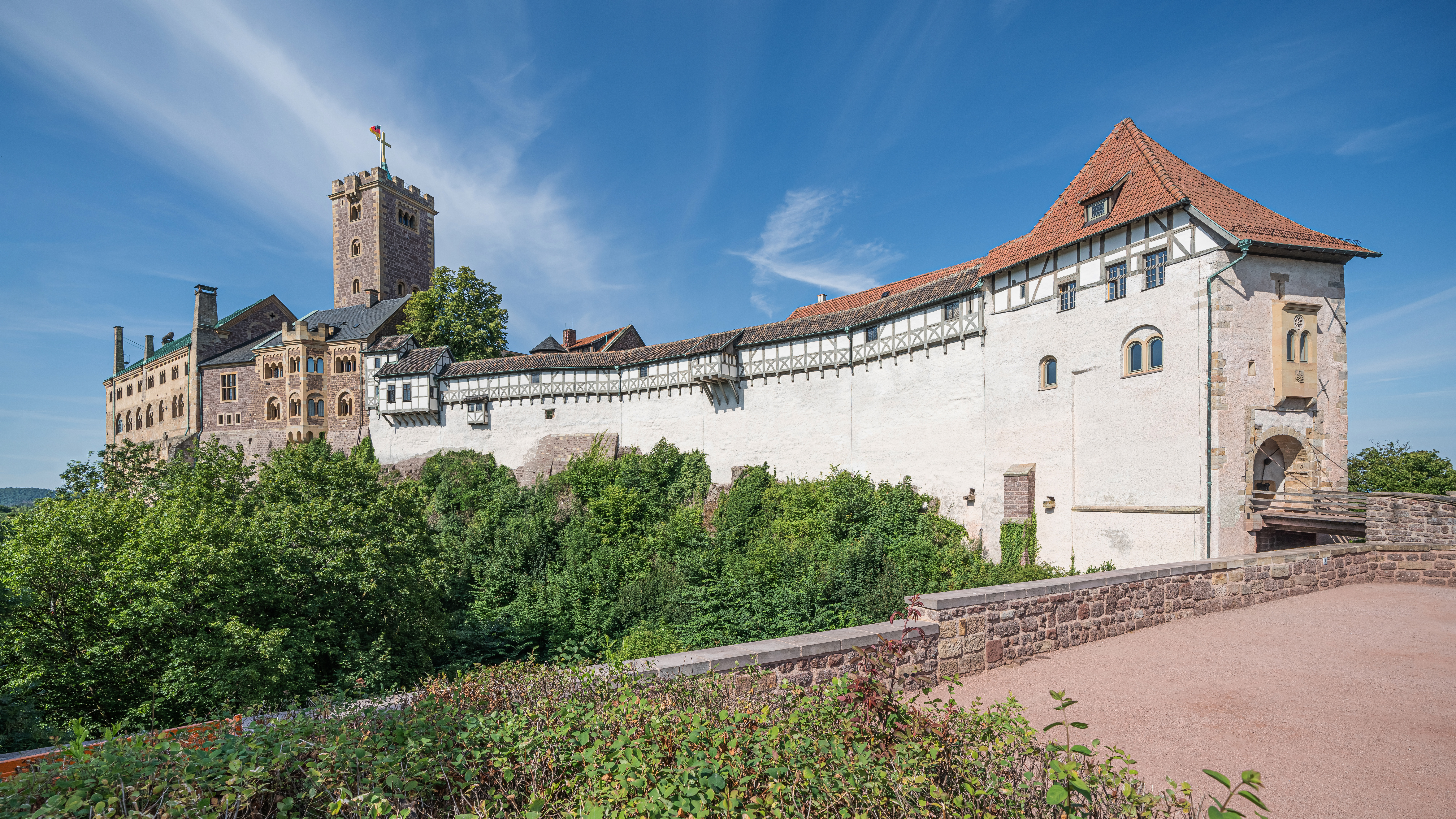
Castelo de Wartburg em Eisenach

Castelo Forte ou Castelo Forte é o Nosso Deus (em alemão: Ein feste Burg ist unser Gott) é um hino sacro, cantado em igrejas protestantes, composto por Martinho Lutero em 1529. O texto é baseado no Salmo 46, "Deus é nosso refúgio e fortaleza..." Heinrich Heine referiu-se a esse hino como a Marselhesa da Reforma Protestante. 

## Histórico

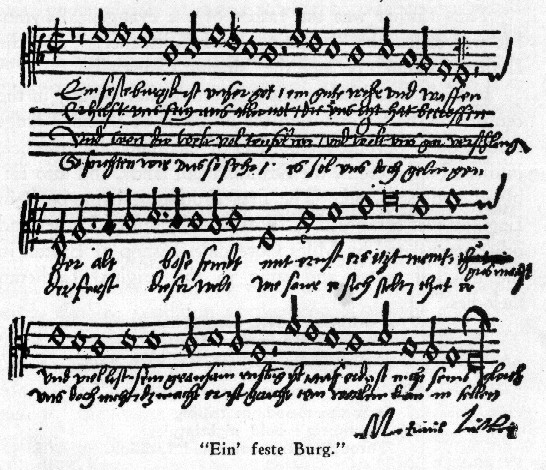
Castelo Forte com a assinatura de Lutero

"Castelo Forte" é um dos hinos preferidos da tradição Protestante. É considerado o Hino de Batalha da Reforma Protestante, devido ao efeito produzido no apoio à causa dos Reformistas. John Julian declina quatro teorias sobre sua origem:
- Heinrich Heine: foi cantado por Martinho Lutero e seus companheiros, quando entraram em Worms em 16 de abril de 1521, para a Dieta;
- K.F.T. Schneider: foi um tributo ao amigo de Lutero, Leonhard Kaiser, que foi executado como um mártir protestante, em 16 de agosto de 1527;
- Jean-Henri Merle d'Aubigné: foi cantado pelos príncipes luteranos alemães, quando entraram em Augsburg para a Dieta em 1530, na qual a Confissão de Augsburgo foi apresentada; e
- a opinião de que foi composto em conexão com a Dieta de Speyer (1529), na qual os príncipes luteranos alemães apresentaram o seu "protesto" ao Imperador Carlos V, que queria reforçar o seu Édito de Worms (1521).

O mais antigo hinário existente, em que este hino aparece, é o de Andrew Rauscher (1531), mas é provável que ele figurasse no hinário de Wittenberg, de Joseph Klug, de 1529, do qual não existe cópia. Seu título era Der xxxxvi. Psalm. Deus noster refugium et virtus. Antes disso é provável que tenha figurado no Hinário de Wittenberg, de Hans Weiss de 1528, também extraviado. Esta evidência reforça a ideia de que fora escrito entre 1527 e 1529, já que os hinos de Lutero eram impressos imediatamente após serem escritos.
A tradição diz que o rei Gustavus Adolphus da Suécia fez executar esse hino, enquanto suas tropas marchavam para a Guerra dos Trinta Anos. O Salmo já tinha sido traduzido para a língua sueca, em 1536. Muitos séculos depois, a canção se tornaria o hino nacional do antigo movimento socialista sueco.
Existem várias versões portuguesas desse hino; vide ligações externas abaixo.
Talvez ironicamente, dado ao seu pedigree de Reformador, é atualmente um hino sugerido nas missas católicas , figurando na segunda edição de "O Livro Católico do Louvor", publicado pela Conferência Canadense dos Bispos Católicos.

## Melodia

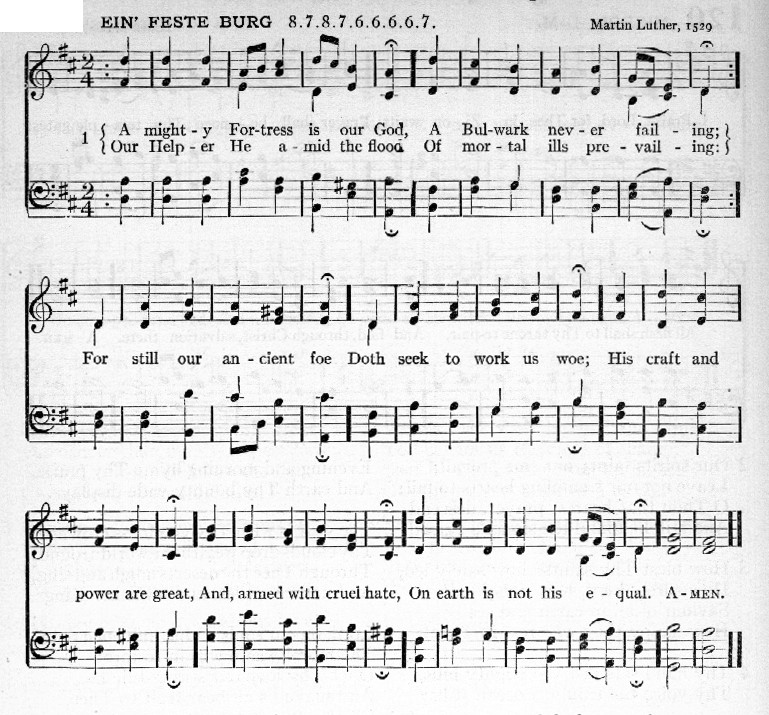
Castelo Forte, melodia isométrica

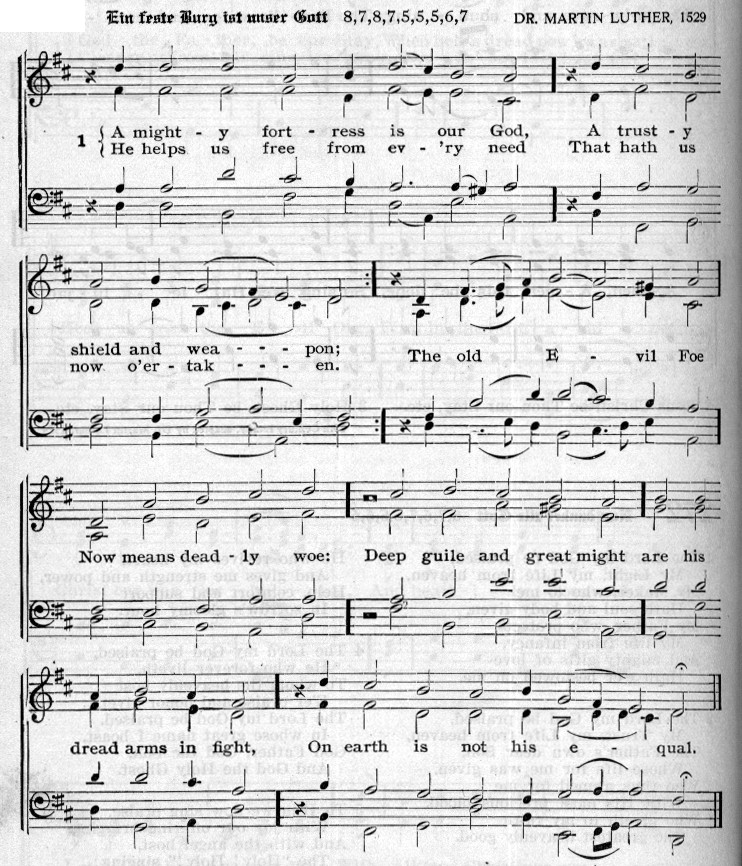
Castelo Forte, melodia rítmica

A primeira linha, no original (em alemão) é Ein’ feste Burg ist unser Gott. Lutero compôs a melodia para o Hino, que se chama "Ein' Feste Burg" e está na métrica hímnica 87.87.55.56.7, chamada melodia rítmica, para distinguir da melodia isométrica do hino. A medida isométrica que é empregada na gravura à direita é mais conhecida e usada entre os cristãos. (Cf. The Commission on Worship of the Lutheran Church—Missouri Synod, Lutheran Worship, (St. Louis: CPH, 1982), 992, 997).
Em 1906, Edouard Rœhrich escreveu, "A forma autêntica dessa melodia difere, significativamente, da forma cantada na maioria das igrejas protestantes e da que figura na ópera "Os Huguenotes", de Meyerbeer. ... A forma original é poderosamente ritmada, de modo a se submeter a todas as nuances do texto ..." (E. Rœhrich, Les Origines du Choral Luthérien. (Paris: Librairie Fischbacher, 1906), 23)
Enquanto no século XIX os musicólogos questionavam a autoria desse hino como sendo ou não de Lutero, essa opinião foi modificada nas mais recentes pesquisas; hoje é consenso que Lutero realmente compôs essa famosa melodia, para ser cantada com o referido texto.

## Texto

### Em Alemão (original)
| 1. Ein’ feste Burg ist unser Gott, Ein' gute Wehr und Waffen; Er hilft uns frei aus aller Not, Die uns jetzt hat betroffen. Der alt’ böse Feind, Mit Ernst er’s jetzt meint, Groß’ Macht und viel List Sein’ grausam’ Rüstung ist, Auf Erd’ ist nicht seins Gleichen. | 3. Und wenn die Welt voll Teufel wär’ Und wollt’ uns gar verschlingen, So fürchten wir uns nicht so sehr, Es soll uns doch gelingen. Der Fürst dieser Welt, Wie sau’r er sich stellt, Tut er uns doch nicht, Das macht, er ist gericht’t, Ein Wörtlein kann ihn fällen. |
| 2. Mit unsrer Macht ist nichts getan, Wir sind gar bald verloren; Es streit’t für uns der rechte Mann, Den Gott hat selbst erkoren. Fragst du, wer der ist? Er heißt Jesus Christ, Der Herr Zebaoth, Und ist kein andrer Gott, Das Feld muss er behalten.             | 4. Das Wort sie sollen lassen stahn Und kein’n Dank dazu haben; Er ist bei uns wohl auf dem Plan Mit seinem Geist und Gaben. Nehmen sie den Leib, Gut, Ehr’, Kind und Weib: Lass fahren dahin, Sie haben’s kein’n Gewinn, Das Reich muss uns doch bleiben.              |

### Versões

#### J. Eduardo Von Hafe (em Português)
| 1. Castelo forte é nosso Deus. Espada e bom escudo; Com seu poder defende os seus Em todo transe agudo. Com fúria pertinaz Persegue Satanás, Com artimanhas tais E astúcias tão cruéis, Que iguais não há na terra. | 3. Se nos quisessem devorar Demônios não contados, Não nos podiam assustar, Nem somos derrotados. O grande acusador Dos servos do Senhor Já condenado está; Vencido cairá Por uma só palavra.       |
| 2. A nossa força nada faz, Estamos, sim, perdidos; Mas nosso Deus socorro traz E somos protegidos. Defende-nos Jesus, O que venceu na cruz, Senhor dos altos céus; E, sendo o próprio Deus, Triunfa na batalha.     | 4. Sim, que a palavra ficará, Sabemos com certeza, E nada nos assustará Com Cristo por defesa. Se temos de perder Filhos, bens, mulher; Embora a vida vá, Por nós Jesus está E dar-nos-á seu reino. |

#### Outras Versões em Português
- Hino 165 do Hinário Luterano
- Hino 97 do hinário Hinos do Povo de Deus (luterano)
- Hino 206 no Hinário Evangélico da Igreja Metodista
- Hino 155 do Hinário Presbiteriano Novo Cântico
- Hino 409 do Hinário Presbiteriano Independente Cantai Todos os Povos
- Hino 640 do Hinário Congregacional Salmos e Hinos
- Hino 323 do Hinário Batista Cantor Cristão
- Hino 581 do Hinário Assembleiano Harpa Cristã
- Hino 33 do Hinário Adventista do Sétimo Dia
- Hino 13 do Hinário Louvores ao Rei da Igreja Adventista do Sétimo Dia - Movimento de Reforma
- Hino 31 do Hinário da Congregação Cristã no Brasil Hinos de Louvores e Súplicas a Deus (retradução da versão italiana de T.P.Rossetti)
- Partitura

## Reutilização
Ao longo dos anos vários compositores utilizaram elementos desta obra nas suas obras. Johann Sebastian Bach utilizou a melodia como tema da Cantata BWV 80, Felix Mendelssohn-Bartholdy empregou-a no último movimento da sua 5ª sinfonia (Sinfonia da Reforma) e na ópera "Os Huguenotes" de Giacomo Meyerbeer, é utilizada diversas vezes como Leitmotiv. Também é citada na ópera "Friedenstag", de Richard Strauss.

## Na Cultura Popular
- O hino foi cantado na Catedral Nacional durante o funeral do Presidente dos Estados Unidos Dwight David Eisenhower.
- Uma versão de "Castelo Forte" foi usada como tema de um seriado de programa infantil de TV Davey and Goliath (Davi e o Gigante Golias), produzido pela Igreja Luterana dos EUA.
- Parte dele pode ser ouvido no filme feito para a TV A Separate Peace.
- No desenho animado Os Simpsons, a campainha da porta de Ned Flanders, o alegre devoto religioso, vizinho de porta, às vezes toca "Castelo Forte é nosso Deus."